# Looking for Alaska
Looking for Alaska (Quem é Você, Alasca? BRA ou À Procura de Alaska PRT) é um romance publicado em 2005, sendo o primeiro do escritor estadunidense John Green. 
Ganhou o Prêmio Michael L. Printz de 2006 da American Library Association . Tornou-se um best-seller na 10º posição da semana de 29 de julho de 2012 no The New York Times.
A editora brasileira Intríseca lançou uma nova edição da obra, com nova capa e tradução em 2014 . No ano seguinte publicou uma edição comemorativa de 10 anos. 

## Enredo
Miles Halter leva uma vida sem graça e sem muitas emoções na Flórida. O garoto tem um gosto peculiar: memorizar as últimas palavras de grandes personalidades da história, e uma dessas personalidades, François Rabelais, um escritor do século XV, disse no leito de morte que ia em “busca de um Grande Talvez”. Para não ter que esperar o próprio fim para encontrar seu Grande Talvez, Miles decide fazer as malas e partir. Ele vai para um internato no ensolarado Alabama, onde conhece Alasca Young. Ela tem em seu livro preferido, O General em Seu Labirinto, de Gabriel García Márquez, a pergunta para a qual busca incessantemente uma resposta: “Como vou sair desse labirinto?” Inteligente, engraçada, louca e incrivelmente sexy, Alasca vai arrastar Miles para seu labirinto e catapultá-lo sem misericórdia na direção do Grande Talvez. Miles se apaixona por Alasca, mesmo sem entendê-la, mesmo tentando sem sucesso decifrar o enigma indecifrável de seus olhos verde-esmeralda.

## Personagens
Miles "Gordo" Halter é o protagonista do romance, que tem um interesse incomum em aprender as últimas palavras de pessoas famosas. Alto e magro, altamente influenciável pelo seus amigos em Culver Creek apelidaram ironicamente de "Gordo". Em edições recentes, seu apelido pode ser traduzido como "Bujão". 
Alasca Young, a menina selvagem, autodestrutiva, problemática, linda e enigmática que capta a atenção e o coração de Miles. Ela é descrita tendo belos e grandes olhos verdes esmeralda, cabelos castanhos escuros e com várias curvas pelo corpo.
Chip Martin "Coronel", com 1,52 metros de altura mas "construído como Adonis", ele é o melhor amigo de Alasca e companheiro de quarto de Gordo. O motivo de seu apelido é por ser o mentor estratégico dos esquemas que Alasca inventa. Vem de uma família pobre e é obcecado por lealdade e honra.
Takumi Hikohito, um japonês que manda bem no Rap. Ele é amigo do Coronel e de Alasca e que frequentemente se sente por fora dos planos do grupo.
Lara Buterskaya, uma imigrante romena. Ela é amiga de Alasca, e por um período, namora Miles.
Jake é o namorado de Alasca que mora muito longe pro gosto dela e faz parte de uma banda que a própria Alasca nomeou. Com cabelos louros que lhe caem até os ombros, a barba escura por fazer e o tipo de beleza fabricada que abre portas para uma carreira de modelo. E de acordo com sua namorada, ele é bem-dotado.
Sr. Starnes "O Águia", o reitor dos alunos em Culver Creek, é muito rigoroso quando se trata de coisas como fumar cigarros e beber álcool no campus. Vítima dos trotes de Miles, Chip, Alasca, Takumi e Lara e como Alasca disse, tem o famoso "olhar do juízo final".
Dr. Hyde, professor de Religiões do Mundo em Culver Creek, apaixonado pela matéria e aulas, nem mesmo a idade e a dificuldade para respirar o impede de trabalhar.

## Adaptação cinematográfica
A Paramount Pictures adquiriu direitos para a adaptação cinematográfica desde quando o livro foi lançado em 2005 com Josh Schwartz responsável pelo roteiro e direção.  Acabando com a produção adiada por tempo indeterminado, em junho de 2014, John Green revelou que a canadense Sarah Polley seria a diretora e roteirista  com produção de Mark Waters e Jessica Tuchinsky.  Porém, em exatamente um ano, o autor anunciou que a direção ficaria responsável pela Rebecca Thomas.  Já em 2016, Green afirmou por sua conta no Twitter que a Paramount Pictures não tem mais a intenção de produzir o longa-metragem.  Por fim a empresa americana de streaming Hulu, anunciou em 2018 a produção de uma minissérie de 8 episódios , com lançamento realizado em 2019.  O ator Charlie Plummer foi o escolhido para interpretar o protagonista Miles, e a atriz Kristine Froseth foi a escolhida para interpretar Alaska; completando o elenco, um dos atores escalados é o brasileiro Henry Zaga. 